# Thecla collustra
Thecla collustra är en fjärilsart som beskrevs av Druce 1907. Thecla collustra ingår i släktet Thecla och familjen juvelvingar. Inga underarter finns listade i Catalogue of Life.